# Negură Bunget
Negură Bunget est un groupe roumain de black, folk et pagan metal (parfois qualifié de black metal atmosphérique ou mélodique), originaire de Timișoara. Le groupe est actuellement établi en Allemagne.

## Biographie
Negură Bunget est initialement formé à la fin de 1994 sous le nom de Wiccan Rede, comme duo avec Negru (Gabriel Mafa) à la batterie et Hupogrammos Disciple (Edmond Karban) à la guitare, au chant, et au clavier. Les deux musiciens sont d'anciens membres du groupe Makrothumia. Wiccan Rede publie une première démo, From Transilvanian Forests, en 1995, avant de changer de nom pour Negură Bunget. Le nom du groupe vient de l'ancien roumain, dans lequel Negură veut dire « brume, brumeux/brumeuse », et Bunget « forêt ». Le premier album du groupe, Zîrnindu-să, est publié en 1996. En 1997, le guitariste Sol Faur (Cristian Popescu) se joint au groupe. Désormais un trio, ils publient une démo, plusieurs EPs et trois albums studio supplémentaires - Măiastru Sfetnic, 'N Crugu Bradului et OM. 
Le succès de Măiastru Sfetnic (2000) permet au groupe d'être contacté par le label discographique Code666. Avec un public plus élargi, le groupe part en tournée en Europe. N Crugu Bradului (2002) contient quatre chansons qui font approximativement une heure au total. Le groupe décrit son style musical comme « la quatrième phase de Negură Bunget… » En 2006, Negură Bunget publie OM, qui attire l'attention de la presse spécialisée en musique extrême. Le batteur Negru se lance dans un projet parallèle, Din Brad, en 2008. En 2009, Negură Bunget fait face à des conflits irréconciliables entre les membres. Hupogrammos et Sol Faur partent et forment Dordeduh, tandis que Negru continue sous le nom de Negură Bunget aux côtés de plusieurs nouveaux membres.
Le premier album du groupe depuis le changement de formation, Vîrstele Pămîntului, est publié en édition spéciale limitée en 2010. Toujours en 2010, le groupe publie Măiestrit, une version rééditée de Măiastru Sfetnic. Ils publient ensuite un EP, Poarta de Dincolo en 2011, et le DVD live Focul Viu, enregistré à Bucarest en janvier 2008 avec le trio classique. 
Negru renouvelle totalement la formation du groupe en 2013,.
Cette même année, la formation publie un 7" single, Gînd A-prins. Le sixième album de Negură Bunget, Tău, est annoncé en 2013 comme première partie de la « Trilogie transylvanienne »,. Il est finalement publié le 27 février 2015 au label Lupus Lounge.
En mars 2017, le groupe annonce la mort du cofondateur du groupe Gabriel Mafa. Ovidiu Corodan, Tibor Kati et Petrică Ionuţescu fondent alors le groupe Sur Austru, dans un style proche de Negura Bunget.

## Style musical
Avançant un nouveau type d'approche du black metal, Negură Bunget veut exprimer musicalement le mysticisme ancestral transylvain, l'harmonie qu'il y avait jadis entre l'homme et son milieu. Les thèmes abordés par les chansons varient entre les cultes et rites pré-chrétiens qui ont habité cette région intra-carpatique depuis des siècles (et qui subsistent dans certains cas même aujourd'hui), et des réflexions sur la nature, le cosmos et l'univers.
Aussi, grâce à une sonorité sobre et rustique et aux paroles (tantôt criées, tantôt chuchotées) élaborées en Ancien Roumain, Negură Bunget arrive à recréer cette atmosphère unique, silencieuse et mystique (même occulte) des forêts transylvaines. Le groupe a d'ailleurs fait part dans une interview pour le Captain Spaulding's Bizarre Freaky Circus qu'il s'apprêtait à lancer une trilogie visuelle et musicale sur les terres de la Transylvanie

## Membres

### Membres actuels
- Tibor Kati - chant, guitare, clavier, programmation (depuis 2013)[1]
- OQ (Adrian Neagoe) - guitare, chant, clavier (depuis 2013)[1]
- Petrică Ionuţescu - nai, pipes, cornes (depuis 2013)[1]
- Ovidiu Corodan - basse (depuis 2013)[1]
- Vartan Garabedian - percussions, chant (depuis 2013)[1]
- Daniel Dorobanţu - design visuel (depuis 2013)[1]
- Mtz (Mihai Neagoe) - design sonore (depuis 2013)[1]

### Anciens membres
- Hupogrammos Disciple (Edmond Karban) - guitare, chant, basse, clavier, instruments archaïques (1994–2009)[1]
- Sol Faur (Cristian Popescu) - guitare (basse, clavier, chœurs) (1997–2009)[1]
- Ageru Pământului - percussions, nai, flute de pan, xylophone, instruments archaïques, chant (2003-2012)[1]
- Inia Dinia - clavier (2006-2013)[1]
- Gadinet (Cătălin Motorga) - basse, nai (2009-2013)[1]
- Spin - guitare (2009-2010)[1]
- Corb (Alex G. Mihai) - chant, guitare (2009-2010)[1]
- Urzit - guitare (2010-2013)[1]
- Fulmineos - guitare, chant (2010-2013)[1]
- Chakravartin (Stefan Zaharescu) - chant (2012-2013)[1]
- Negru (Gabriel Mafa) - batterie, percussions (1994-2017)[1]

## Discographie
- 1995 : From Transylvanian Forest (démo)
- 1998 : Zîrnindu-să
- 1998 : Sala Molksa (EP)
- 2000 : Măiastru Sfetnic
- 2002 : 'N Crugu Bradului
- 2004 : Negură Bunget Box (coffret CD)
- 2005 : Inarborat Kosmos (EP)
- 2006 : OM
- 2010 : Măiestrit (ré-enregistrement de Măiastru Sfetnic)
- 2010 : Virstele Pamintului
- 2011 : Focul Viu (album live)
- 2015 : Tău
- 2016 : Zi
- 2021 : Zău